# Келли, Барри (актёр)
Барри Келли (англ. Barry Kelley), имя при рождении Эдвард Барри Келли (англ. Edward Barry Kelley) (19 августа 1908 — 5 июня 1991) — американский актёр театра, кино и телевидения, карьера которого охватила период 1930-60-х годов.
Келли начал актёрскую карьеру на Бродвейской сцене, где выступал в 1934-48 годах, после чего перебрался в Голливуд, где работал с 1948 по 1969 год. Среди наиболее значимых фильмов с участием Келли — «Сила зла» (1948), «Стучись в любую дверь» (1949), «Сыщик» (1949), «Асфальтовые джунгли» (1950), «711 Оушен Драйв» (1950), «Колодец» (1951), «Секреты Нью-Йорка» (1955), «Элмер Гантри» (1960) и «Манчжурский кандидат» (1962).

## Ранние годы жизни и начало творческой деятельности
Барри Келли родился 19 августа 1908 года в Чикаго. Он получил образование в школе драматического искусства при театре Гудмана в Чикаго, которую закончил в 1930 году.

## Театральная карьера на Бродвее (1934-48)
После совершенствования своего мастерства в различных театральных труппах Келли дебютировал на Бродвее в драме «За воротами» (1934-35), которая выдержала 141 представление.
В 1930-е годы Келли играл в таких театральных хитах, как «Святая Иоанна» (1936, 89 представлений), «Гамлет» с участием Джона Гилгуда и Джудит Андерсон(1936, 132 представления), «Бескрылая победа» с Кэтрин Корнелл (1936-37, 110 представлений), «Звёздный вагон» (1937-38, 223 представления), где он первоначально играл вора, но затем заменил Кента Смита в одной из главных ролей. В 1940-х годах Келли играл в знаменитом мюзикле «Оклахома!» с Говардом да Сильвой и Селестой Холм (1943-48, 2212 представлений) , а также исполнил главную роль в хитовой комедии «Рождённый вчера» (1946-48) после того, как Пол Дуглас ушёл из спектакля, чтобы продолжить карьеру в Голливуде. После года работы в этом спектакле Келли также направился в Голливуд.
В общей сложности в период с 1934 по 1948 год Келли сыграл в 12 бродвейских постановках.

## Карьера в Голливуде в 1947-69 годах
В 1947 году Келли дебютировал в Голливуде, сыграв небольшую роль полицейского сержанта (без указания в титрах) в социальном фильме нуар Элии Казана «Бумеранг!». Год спустя Келли сыграл значимую роль детектива в ещё одном социальном нуаре «Сила зла» (1948) , который рассказывал о подпольном букмекерском бизнесе в Нью-Йорке. Фильм получил высокую оценку критики, в частности, обозреватель Босли Краузер в «Нью-Йорк Таймс» назвал картину «динамичной драмой о преступлении и наказании, которая реализована блестяще и с размахом». Опираясь на идеи, которые разрабатывались в кино и ранее, эта картина «нагнетает саспенс и страх, подлинное чувство безрадостности преступления и ужасающее ощущение обречённости».

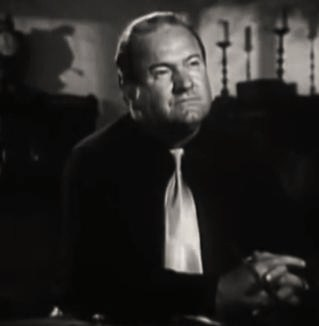
Барри Келли в фильме «Захват» (1950)

Хотя игра Келли в первых двух картинах не привлекла к себе особого внимания, однако уже 1949 году Келли сыграл не менее чем в восьми фильмах, а в 1950 году — ещё в одиннадцати. Как отмечает историк кино Карен Хэннсберри, «Келли показал себя самом лучшем виде» в фильме нуар «Сыщик» (1949), где сыграл изощрённого адвоката гангстерского синдиката, который в итоге заключает сделку со следователем Налоговой службы (Гленн Форд), сразу после чего его убивают киллеры синдиката. Фильм получил противоречивые отклики прессы, в частности, в журнале Variety картину назвали «хорошей сагой о разгроме преступности, которая рассказана в прямом и жёстком документальном стиле», отметив также, что «великолепная игра всех актёров придаёт ей убедительность». С другой стороны, Краузер в «Нью-Йорк Таймс» заключил, что «несмотря на все взрывы возбуждения и демонстрацию жестоких угроз, это скучный и статичный фильм», также заметив, что «Келли резок и заносчив в роли адвоката Большого парня».
В том же году Келли сыграл ещё в трёх нуарах: он исполнил роль судьи в социальном нуаре «Стучись в любую дверь» (1949) с Хамфри Богартом в роли адвоката малолетнего преступника, убившего полицейского, затем - лейтенанта полиции в фильме нуар «Слишком поздно для слёз» (1949), и наконец, владельца торговой компании, нелегально торгующей наркотиками, в фильме нуар «Джонни-стукач» (1949). Как отмечает Хэннсберри, помимо фильмов нуар Келли сыграл также в таких популярных комедиях своего времени, как «Ма и Па Кеттл» (1949) и «Мистер Бельведер идёт в колледж» (1949) с Клифтоном Уэббом в роли всезнающей детской няньки, а также в вестерне «Борьба с человеком с равнины» (1949).
В классическом нуаре об ограблении «Асфальтовые джунгли» (1950) Келли, по словам Хэннсберри, «блеснул в важной роли коррумпированного лейтенанта Дитрича», который через своего информатора получает решающее свидетельство, позволяющее полиции разгромить воровскую банду. Фильм завоевал четыре номинации на Оскар, а также удостоился единодушных восторженных отзывов критики. В частности, Краузер в «Нью-Йорк Таймс» отметил, что эта криминальная история сделана настолько «умно и выразительно, насколько только возможно», добавив, что «все в этой картине дают неотразимую игру. Жаль лишь, что все эти персонажи настолько коррумпированы».
В фильме нуар «711 Оушен Драйв» (1950) Келли сыграл владельца подпольного телеграфа нелегальной букмекерской сети, которого убивает один из задолжавших ему, отчаявшихся букмекеров. В целом фильм вызвал неоднозначные отзывы критики. В частности, Краузер в «Нью-Йорк Таймс» указал на то, что «несмотря на значительную рекламу фильма как бесстрашного и мужественного разоблачения крупных букмекерских и игровых синдикатов, эта скромная мелодрама студии Columbia — не более чем средняя криминальная картина с добавлением нескольких колоритных, но неясных подробностей». Вместе с тем критики высоко оценили актёрские работы, среди которых, по мнению историка кино Гленна Эриксона, «лучшая работа второго плана исходит от Барри Келли в роли телеграфного предпринимателя с одутловатым лицом. У Келли получается воистину жёсткий негодяй, угрожающий букмекерам, которые не могут выплатить свои займы».
Наконец, в нуаре «Саутсайд 1-1000» (1950) Келли создал образ бизнесмена, который вовлечён в выгодную схему фальшивомонетчиков, и которого затем выбрасывают из окна верхнего этажа офисного здания. «Нью-Йорк Таймс» отнесла картину к «комфортному среднему классу», указав, что она «как не особенно увлекательна, так и не особенно скучна». В фильме нуар «Убийца, запугавший Нью-Йорк» (1950) Келли сыграл небольшую роль агента Казначейства, который в Нью-Йорке ведёт розыск заражённой оспой контрабандистки драгоценностей (Эвелин Кейс), а в нуаре «Дело Тельмы Джордон» (1950) — роль окружного прокурора. Келли также сыграл роль влиятельного бизнесмена в маленьком городке, который пытается помочь своему племяннику, подозреваемому в похищении чёрной девушки, в фильме нуар «Колодец» (1951), который один критик назвал «проницательным взглядом на насилие толпы и расовые отношения».

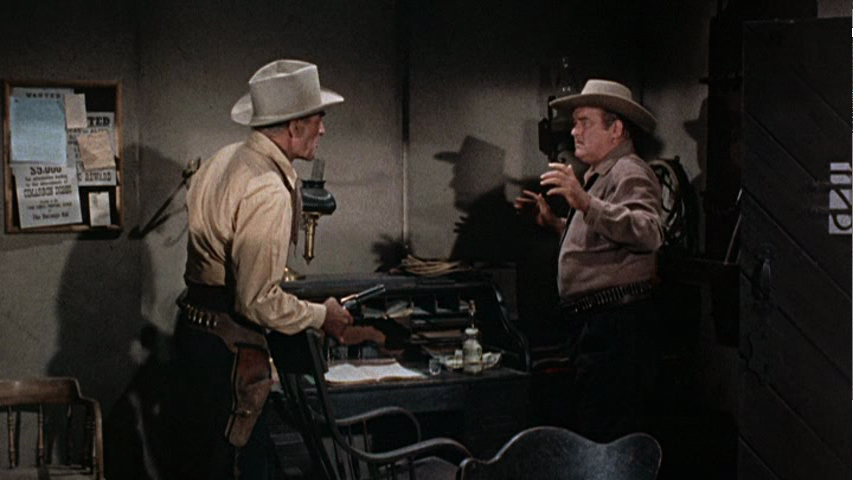
Рэндольф Скотт и Барри Келли в фильме «Одинокий всадник Бьюканен» (1957)

В 1950-е годы Келли также сыграл в таких популярных фильмах, как военная драма Николаса Рэя «Горящий полёт» (1952) с Джоном Уэйном, мелодрама «Сестра Керри» (1952) по роману Теодора Драйзера, драма «Суд» (1955) с Гленном Фордом в роли адвоката, защищающего мексиканского мальчика в процессе по обвинению в убийстве, биопик «Джокер» (1957) с Фрэнком Синатрой в роли артиста эстрады Джо Е. Льюиса, военная биографическая драма Джона Форда «Крылья орлов» (1957) и вестерн «Одинокий всадник Бьюканен» (1958), в котором он сыграл роль коррумпированного шерифа техасского городка на мексиканской границе. Последними значимыми нуарами в карьере Келли стали «Долгое ожидание» (1954) по роману Микки Спиллейна, где он сыграл коррумпированного копа, и «Секреты Нью-Йорка» (1955), где он был адвокатом гангстерского синдиката.

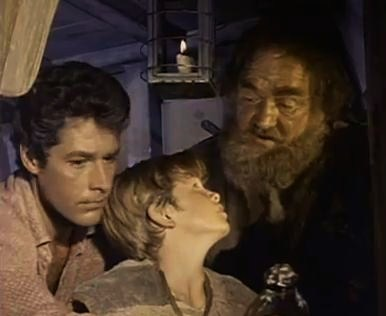
Барри Келли в трейлере фильма «Джек, убийца великанов» (1962)

В 1960-е годы Келли сыграл в двух чрезвычайно успешных фильмах: он исполнил роль капитана полиции в драме «Элмер Гантри» (1960) с Бертом Ланкастером в роли шарлатана-проповедника, и министра обороны в политическом триллере «Манчжурский кандидат» (1962). Он также сыграл «доброго старого викинга» Сигурда в фильме-сказке «Джек, убийца великанов» (1962), и, как отмечено на сайте Turner Classic Movies, «в полном соответствии с собственным экранным образом завершил свою карьеру на большом экране ролью сержанта полиции в забавной диснеевской комедии „Фольксваген-жук“ (1968) и адмирала Барнвелла в комедии „Необыкновенный моряк“ (1969)».

## Карьера на телевидении в 1951-67 годах
На протяжении 1950-х годов, продолжая много играть в кино, Келли начал появляться в телевизионных драмах, и, как отмечает Хэл Эриксон, на протяжении последующих двадцати лет «снялся в общей сложности в сотнях телепрограмм». В частности, в 1950-е годы он сыграл гостевые роли в вестернах «Одинокий рейнджер» (1954, 1 эпизод), «Человек со значком» (1955, 1 эпизод), «Истории Уэллс-Фарго» (1957-59, 2 эпизода), «Дымок из ствола» (1957-63, 2 эпизода), «Мэверик» (1958-62, 2 эпизода), «Представитель закона» (1959-61, 2 эпизода), «Шайенн» (1959-62, 2 эпизода), «Бронко» (1959-62, 4 эпизода) и «Бонанза» (1959-65, 3 эпизода), а также в криминальных драмах «Приключения Сокола» (1954, 1 эпизод), «Общественный защитник» (1955, 1 эпизод), «Перекрёстки» (1955-56, 3 эпизода), «Команда М» (1959, 1 эпизод) и «Сансет-Стрип, 77» (1959-63, 3 эпизода) . Кроме того, Келли исполнил постоянную роль редактора городской газеты Чарли Андерсона в 27 эпизодах криминального телесериала «Большой город» (1954-56), а также был Толстяком в трёх эпизодах сериала «Театр „Дженерал Электрик“» (1955-57) и Тенью в четырёх эпизодах сериала «Театр „Шлитц“» (1955-59).
К 1960-м годам Келли стал появляться в характерных ролях в комедиях, в частности, имел постоянную роль мистера Слокама, босса главного героя, страхового агента Пита Портера, в пяти эпизодах комедийного телесериала «Пит и Глэдис» (1961), роль папы Кэрол в 11 эпизодах классической семейной комедии «Мистер Эд» (1962-66), а также шерифа в четырёх эпизодах ситкома «Станция Юбочкино» (1964-68, 4 эпизода). Келли также продолжал играть гостевые роли в таких телесериалах, как, «Неприкасаемые» (1961, 1 эпизод), «Бэт Мастерсон» (1961, 1 эпизод), «Цель: коррупционеры» (1962, 1 эпизод), «Беглец» (1963, 1 эпизод), «Правосудие Берка» (1963, 1 эпизод), «Дни в Долине Смерти» (1963-65, 3 эпизода), «Дэниэл Бун» (1964, 1 эпизод), «Виргинцы» (1964-65, 3 эпизода), «Перри Мейсон» (1966, 1 эпизод), «Временное пространство» (1966, 1 эпизод) и «Деревенщина из Беверли» (1966, 1 эпизод).

## Актёрское амплуа и оценка творчества
Барри Келли был, по словам Хэла Эриксона, высоким (193 см) и массивным (104 килограмма) человеком, которого однажды описали как «большого, дородного парня, которого вы вряд ли могли бы не заметить, если в последнее время ходили в кино». Как отмечено на сайте Turner Classic Movies, благодаря своим «крупным габаритам и внешним чертам Келли тяготел к образам судей, детективов и копов». Хэннсберри отмечает, за двухлетний отрезок 1949-50 годов он сыграл почти в 20 фильмах, играя всех — от детективов до бандитов.
По словам Turner Classic Movies, «Келли был характерным актёром с чрезвычайно активной карьерой в кино и на телевидении с конца 1940-х до конца 1960-х годов», при этом, как пишет Эриксон, Келли в основном играл в криминальных лентах или в вестернах, часто в роли коррумпированного представителя закона, в частности, в роли лейтенанта Дитрича в «Асфальтовых джунглях» (1950).
Turner Classic Movies среди наивысших достижений актёра называет роль судьи Дрейка в фильме «Стучись в любую дверь» (1949), лейтенанта Брича в «Слишком поздно для слёз» (1949) и лейтенанта Дитрича в «Асфальтовых джунглях» Джона Хьюстона, а также роли в других фильмах жанра нуар, среди них «Сыщик» (1949), «Дело Тельмы Джордон» (1949), «Саутсайд 1-1000» (1950), «Убийца, запугавший Нью-Йорк» (1950), «711 Оушен Драйв» (1950), «Долгое ожидание» (1954) и «Секреты Нью-Йорка» (1955) .

## Смерть
Барри Келли умер 5 июня 1991 года в Больнице для деятелей кино в Вудленд-Хиллз от хронической сердечной недостаточности в возрасте 82 лет, через два месяца после смерти жены Кэтрин. У него осталась дочь Гейл и сестра Вирджиния.

## Фильмография

### Кинематограф
- 1948 — Сила зла / Force of Evil — детектив Эган
- 1949 — Стучись в любую дверь / Knock on Any Door — судья Дрейк
- 1949 — Сыщик / The Undercover Man — адвокат Эдвард Джэй О’Рурк
- 1949 — Ма и Па Кэттл / Ma and Pa Kettle — мистер Виктор Томкинс
- 1949 — Мистер Бельведер едет в колледж / Mr. Belvedere Goes to College — сержант полиции Григгс
- 1949 — Слишком поздно для слёз / Too Late for Tears — лейтенант Брич
- 1949 — Горячая и грустная / Red, Hot and Blue — лейтенант Горман
- 1949 — Джонни-стукач / Johnny Stool Pigeon — Уильям Маккэндлз
- 1949 — Борьба с человеком с равнины / Fighting Man of the Plains — Бертрам Слокам
- 1950 — Дело Тельмы Джордон / The File on Thelma Jordon — окружной прокурор Уильям Пирс
- 1950 — Поющие пистолеты / Singing Guns — Майк Мёрфи
- 1950 — Чёрная рука / Black Hand — капитан полиции Томпсон
- 1950 — Уобаш авеню / Wabash Avenue — Сэм, вышибала
- 1950 — Захват / The Capture — Эрл Си. Махони, вице-президент финансовой компании
- 1950 — Люблю этого грубияна / Love That Brute — крупный лейтенант
- 1950 — Асфальтовые джунгли / The Asphalt Jungle — лейтенант Дитрич
- 1950 — 711 Оушен Драйв / 711 Ocean Drive — Винс Уолтерс
- 1950 — Прямой удар справа / Right Cross — Алан Гофф
- 1950 — Саутсайд 1-1000 / Southside 1-1000 — Билл Эванс
- 1950 — Убийца, запугавший Нью-Йорк / The Killer That Stalked New York — агент Казначейства Джонсон
- 1951 — Великий поход по Миссури / The Great Missouri Raid — мистер Бауэр
- 1951 — Френсис на скачках / Francis Goes to the Races — Мэллори
- 1951 — Горящий полёт / Flying Leathernecks — бригадный генерал
- 1951 — Колодец / The Well — Сэм Паккард
- 1952 — Сестра Керри / Carrie — Слоусон
- 1952 — Женщина с Севера / Woman of the North Country — О’Хара
- 1952 — На фронте / Back at the Front — бригадный генерал Диксон
- 1953 — Закон и порядок / Law and Order — Финн Элдер
- 1953 — Ещё предстоит выяснить / Remains to Be Seen — лейтенант О’Флэйр
- 1953 — Женщина южных морей / South Sea Woman — полковник Хикман
- 1953 — Полиция нравов / Vice Squad — Дуайт Форман
- 1953 — Герой дня / Champ for a Day — Том Хили
- 1954 — Долгое ожидание / The Long Wait — Такер
- 1954 — Шанхайская история / The Shanghai Story — Рики Долмайн
- 1955 — Секреты Нью-Йорка / New York Confidential — Роберт Фроули
- 1955 — Женская тюрьма / Women’s Prison — начальник тюрьмы Брок
- 1955 — Суд / Trial — Джим Брэккетт
- 1956 — Обвинённый в убийстве / Accused of Murder — капитан полиции Арт Смедли
- 1957 — Крылья орлов / The Wings of Eagles — капитан Джок Кларк
- 1957 — Обезьяна на спине / Monkey on My Back — Большой Ральф
- 1957 — Джокер / The Joker Is Wild — капитан Хью Маккарти
- 1957 — Высокий незнакомец / The Tall Stranger — Харди Бишоп
- 1957 — Стрельба в Индийском ущелье / Gunfire at Indian Gap — шериф Дэниел Харрис
- 1958 — Одинокий всадник Бьюкенен / Buchanan Rides Alone — Лью Эгри
- 1958 — Флибустьер / The Buccaneer — командор Паттерсон
- 1960 — Ледяной дворец / Ice Palace — Эйнер Вендт
- 1960 — Элмер Гантри / Elmer Gantry — капитан полиции Холт
- 1961 — Клоун и малыш / The Clown and the Kid — зазывала
- 1961 — История полицейской собаки / The Police Dog Story — офицер Берт Дэна
- 1961 — Тайна глубокой гавани / Secret of Deep Harbor — Мило Фаулер
- 1962 — Джек, убийца великанов / Jack the Giant Killer — Сигурд
- 1962 — Манчжурский кандидат / The Manchurian Candidate — министр обороны
- 1964 — Рио Кончос / Rio Conchos — крупье
- 1964 — Как пришить свою жёнушку / How to Murder Your Wife — член клуба
- 1968 — Фольксваген-жук / The Love Bug — сержант полиции
- 1969 — Необычайный моряк / The Extraordinary Seaman — адмирал Барнвелл

### Телевидение
- 1951 — Звёзды над Голливудом / Stars Over Hollywood (1 эпизод)
- 1951-52 — Театр «Груэн Гилд» / Gruen Guild Playhouse (1 эпизод)
- 1952 — Витрина Вашего ювелира / Your Jaweller’s Showcase (1 эпизод)
- 1953 — Театр «Шеврон» / Chevron Theater (1 эпизод)
- 1954 — Кавалькада Америки / Cavalcade of America (1 эпизод)
- 1954 — Одинокий рейнджер / The Lone Ranger (1 эпизод)
- 1954 — Час комедии «Колгейт» / The Colgate Comedy Hour (1 эпизод)
- 1954 — Приключения Сокола / The Adventure of Falcon (1 эпизод)
- 1954 — Порт / Waterfront (2 эпизода)
- 1954-56 — Большой город / Big Town (27 эпизодов)
- 1955 — Человек со значком / The Man Behind The Badge (1 эпизод)
- 1955 — Общественный защитник / The Public Defender (1 эпизод)
- 1955-56 — Перекрёстки / Crossroads (3 эпизода)
- 1955-57 — Театр «Дженерал Электрик» / General Electric Theater (3 эпизода)
- 1955-59 — Театр звезд «Шлиц» / Schlitz Playhouse of Stars (4 эпизода)
- 1956 — Телефонное время / Telephone Time (1 эпизод)
- 1957 — Вертолёты / Whirlybirds (1 эпизод)
- 1957 — Журналистка / News Gal (1 эпизод)
- 1957 — Преследование / Trackdown (1 эпизод)
- 1957 — Суд последней надежды / The Court of Last Resort (1 эпизод)
- 1957-59 — Истории Уэллс-Фарго / Tales of Wells Fargo (2 эпизода)
- 1957-63 — Дымок из ствола / Gunsmoke (2 эпизода)
- 1958 — Театр у камина Джейн Уаймен / Jane Wyman Presents The Fireside Theatre (1 эпизод)
- 1958-62 — Мэверик / Maverick (2 эпизода)
- 1959 — Диснейленд / Disneyland (2 эпизода)
- 1959 — Годы беззакония / The Lawless years (1 эпизод)
- 1959 — Команда М / M Squad (1 эпизод)
- 1959 — Театр Десилу «Вестингауз» / Westinghouse Desilu Playhouse (1 эпизод)
- 1959 — Речная лодка / Riverboat (1 эпизод)
- 1959-61 — Представитель закона / Lawman (2 эпизода)
- 1959-62 — Шайенн / Cheyenne (2 эпизода)
- 1959-62 — Бронко / Bronco (4 эпизода)
- 1959-63 — Сансет-Стрип, 77 / 77 Sunset Strip (3 эпизода)
- 1959-65 — Бонанза / Bonanza (3 эпизода)
- 1960 — Перегон / Overland Trail (1 эпизод)
- 1960 — Джонни Ринго / Johnny Ringo (1 эпизод)
- 1960 — Разыскивается живым или мёртвым / Wanted: Dead or Alive (1 эпизод)
- 1960 — Железный всадник / The Iron Horseman (телефильм)
- 1960 — Кольт 45 калибра / Colt .45 (1 эпизод)
- 1960-62 — Есть оружие — будут путешествия / Have Gun — Will Travel (3 эпизода)
- 1961 — Вне закона / Outlaws (1 эпизод)
- 1961 — Ревущие 20-е / The Roaring 20’s (1 эпизод)
- 1961 — Шоу Тома Юэлла / The Tom Ewell Show (1 эпизод)
- 1961 — Неприкасаемые / The Untouchables (1 эпизод)
- 1961 — Бэт Мастерсон / Bat Masterson (1 эпизод)
- 1961 — Пит и Глэдис / Pete and Gladys (5 эпизодов)
- 1961 — Сёрфсайд 6 / Surfside 6 (1 эпизод)
- 1961 — Дилижанс на Запад / Stagecoach West (1 эпизод)
- 1962 — Шоу Ллойда Бриджеса / The Lloyd Bridges Show (1 эпизод)
- 1962 — Идти своим путём / Going My Way (1 эпизод)
- 1962 — Цель: коррупционеры / Target: The Corruptors (1 эпизод)
- 1962 — Автобусная остановка / Bus Stop (1 эпизод)
- 1962 — Ларами / Laramie (1 эпизод)
- 1962 — Шоу Гертруды Берг / The Gertrude Berg Show (1 эпизод)
- 1962 — Новая порода / The New Breed (2 эпизода)
- 1962 — Сэм Бенедикт / Sam Benedict (1 эпизод)
- 1962-66 — Мистер Эд / Mister Ed (11 эпизодов)
- 1963 — Шоу Дика Пауэлла / The Dick Powell Show (1 эпизод)
- 1963 — Обширная земля / Wide Country (1 эпизод)
- 1963 — Дакота / The Dakotas (1 эпизод)
- 1963 — Арест и судебное разбирательство / Arrest and Trial (1 эпизод)
- 1963 — Беглец / The Fugitive (1 эпизод)
- 1963 — Темпл Хьюстон / Temple Houston (1 эпизод)
- 1963 — Правосудие Берка / Burke’s Law (1 эпизод)
- 1963-65 — Программа Джека Бенни / The Jack Benny Program (2 эпизода)
- 1963-65 — Дни в Долине Смерти / Death Valley Days (3 эпизода)
- 1964 — Великое приключение / The Great Adventure (2 эпизода)
- 1964 — Шоу Ричарда Буна / The Richard Boone Show (2 эпизода)
- 1964 — Дэниэл Бун / Daniel Boone (1 эпизод)
- 1964 — Семейка монстров / The Munsters (1 эпизод)
- 1964-65 — Шоу Джои Бишопа / The Joey Bishop Show (2 эпизода)
- 1964-65 — Виргинцы / The Virginian (3 эпизода)
- 1964-65 — Семейка Аддамс / The Addams Family (2 эпизода)
- 1964-68 — Станция Юбочкино / Petticoat Junction (4 эпизода)
- 1965 — Театр саспенса «Крафт» / Kraft Suspense Theatre (1 эпизод)
- 1965 — Отряд «Ф» / F Troop (1 эпизод)
- 1965 — Хани Вест / Honey West (1 эпизод)
- 1965-66 — Мистер Робертс / Mister Roberts (4 эпизода)
- 1966 — Мона Макласки / Mona McCluskey (1 эпизод)
- 1966 — Ларедо / Laredo (1 эпизод)
- 1966 — Перри Мейсон / Perry Mason (1 эпизод)
- 1966 — Деревенщина из Беверли-Хиллз / The Beverly Hillbillies (1 эпизод)
- 1966 — Призрак Томпсона / Thompson’s Ghost (1 эпизод)
- 1966 — Летнее веселье / Summer Fun (1 эпизод)
- 1966 — Временное пространство / The Time Tunnel (1 эпизод)
- 1966 — Девушка из А.Н.К.Л. / The Girl from U.N.C.L.E. (1 эпизод)
- 1967 — Шоу Люси / The Lucy Show (1 эпизод)
- 1967 — Прюитты из Саутгемптона / The Pruitts of Southampton (1 эпизод)